# Stixwörth
Koordinaten: 48° 59′ 49″ N, 8° 16′ 11″ O

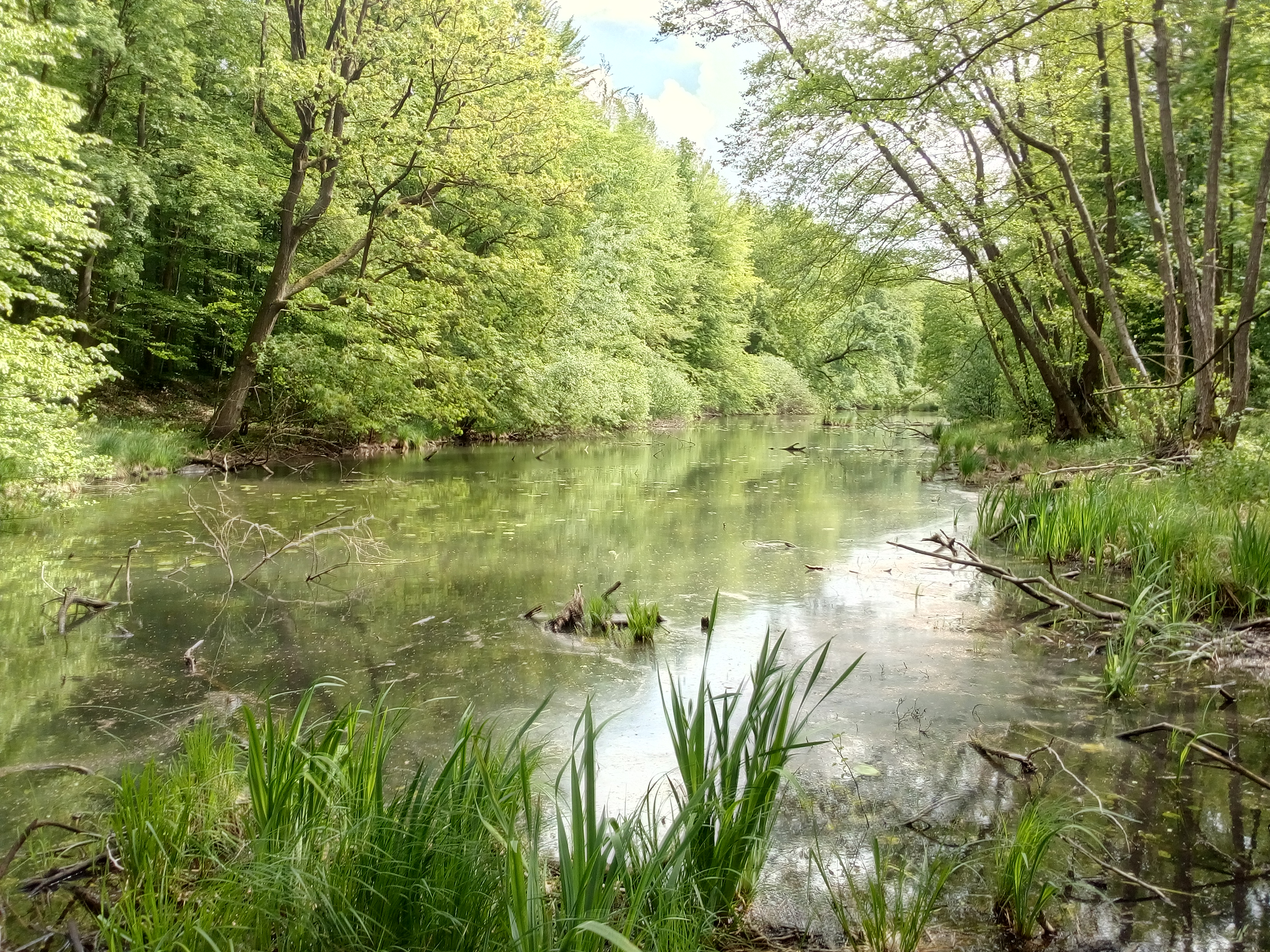
Hagenbacher Altrhein im Stixwörth

Das Naturschutzgebiet Stixwörth liegt im Landkreis Germersheim in Rheinland-Pfalz. Das etwa 150 ha große Gebiet, das im Jahr 1983 unter Naturschutz gestellt wurde, erstreckt sich nordöstlich der Ortsgemeinde Neuburg am Rhein direkt am östlich fließenden Rhein. Nördlich schließt sich der Polder Daxlander Au und das Naturschutzgebiet Goldgrund an. Am westlichen Rand des Gebietes verläuft die Landesstraße L 556.
Schutzzweck ist die Erhaltung der Auwaldgebiete mit dem darin eingeschlossenen Altrheinzug und ehemaligen Schluten mit den dort und ebenfalls im Überflutungsbereich des Rheines vorhandenen Altholzbeständen, Verlandungszonen, Schilf- und Riedflächen als Standorte seltener Pflanzenarten und Pflanzengesellschaften sowie als Lebensraum seltener Tierarten und aus wissenschaftlichen Gründen.